# Shunsuke Tomiyasu
Shunsuke Tomiyasu (ur. 1922, zm. 14 maja 1945) – japoński pilot kamikaze w stopniu podporucznika. 14 maja 1945 roku, w trakcie bitwy o Okinawę zginął skutecznie wykonując samobójczy atak na amerykański lotniskowiec USS „Enterprise” (CV-6).

## Życiorys

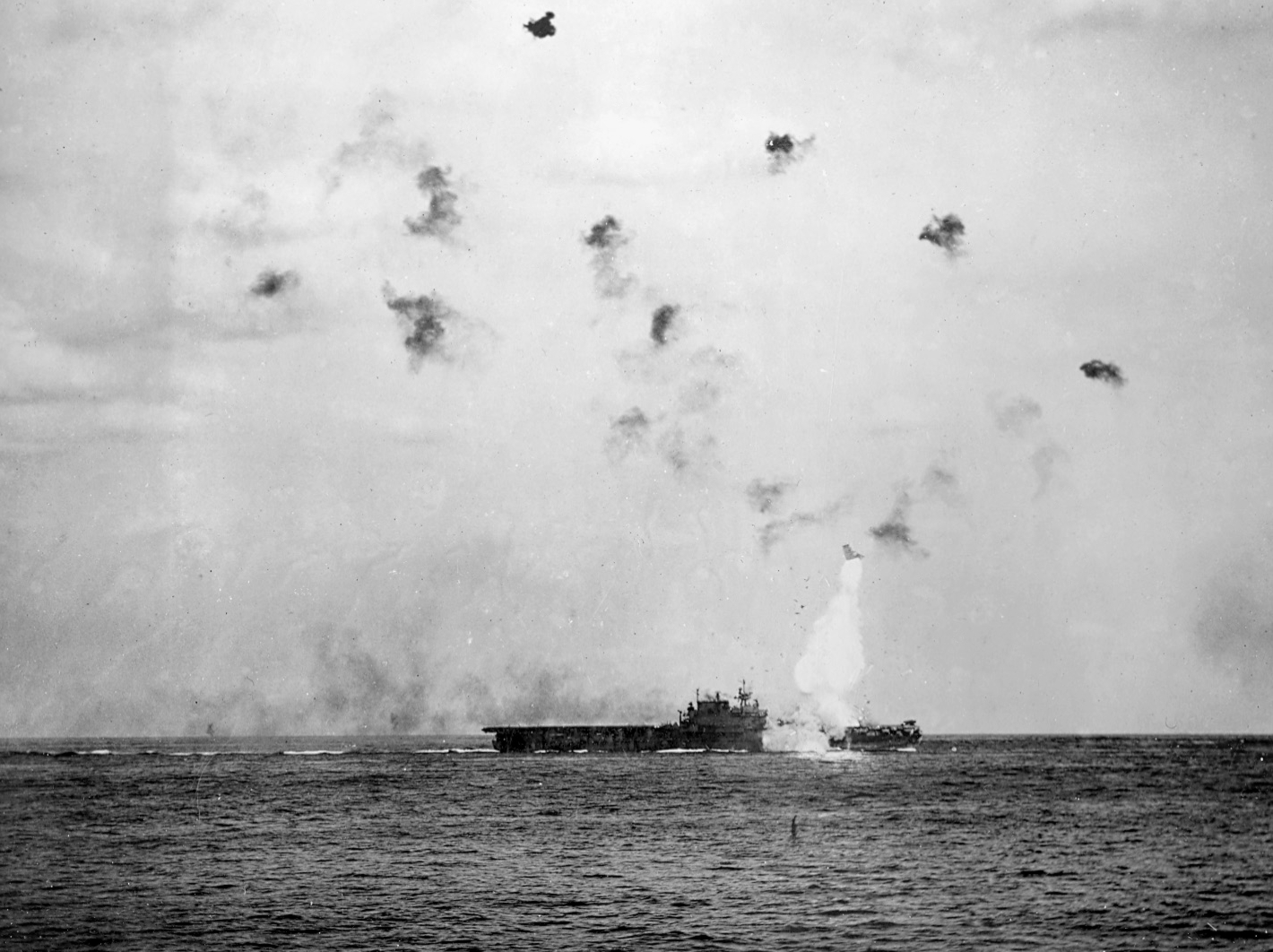
USS „Enterprise” (CV-6) chwilę po eksplozji bomby Tomiyasu'ego pod pokładem. Na szczycie słupa eksplozji, widoczna wyrzucona 120 metrów w powietrze, platforma windy.

Shunsuke Tomiyasu urodził się w 1922 roku w Nagasaki. Z uwagi na duże oczy, w szkole podstawowej i średniej nazywany był Medama (Wielkie Oczy), grał wówczas na harmonijce jako członek szkolnego zespołu muzycznego. Trenował również judo. W marcu 1943 roku ukończył studia na Uniwersytecie Waseda, studiując politykę i ekonomię. Podjął wówczas pracę w firmie handlowej Nichiman w Shinkyō na terenie Mandżukuo. We wrześniu tego roku wstąpił do japońskiej marynarki wojennej w 13. rezerwowej jednostce szkolnej w Tsukuba, gdzie przeszedł intensywne szkolenie lotnicze na samolocie Mitsubishi A6M „Zeke”. W maju 1944 został zaprzysiężony jako podporucznik marynarki, po kilku zaś przeniesieniach został awansowany do stopnia porucznika, po czym 1 marca 1945 roku powrócił do Tsukuby gdzie zaczął służyć jako instruktor w 14. rezerwowej jednostce szkolnej.
28 marca w Tsukubie rozpoczęto jednak organizację Korpusu Specjalnego Ataku, do którego zdecydował się wstąpić Tomiyasu. 14 maja Shunsuke Tomiyasu wystartował na czele 6. Eskadry Tsukuba z bazy w Kanoya do ataku na amerykańskie okręty pod Okinawą. Podchodząc do ataku wybrał lotniskowiec USS „Enterprise” (CV-6) i mimo silnego ognia przeciwlotniczego udało mu się trafić swoim uzbrojonym w bombę 500 kg Mitsubishi „Zero” w przednią windę pokładową. Eksplozja bomby pod nieopancerzoną windą dokonała poważnego uszkodzenia okrętu, wyrzuciła platformę windy w powietrze na wysokość około 120 metrów i do końca wojny wyłączyła okręt z dalszej walki. Wywołane eksplozją pożary zostały szybko ugaszone, okręt jednak musiał udać się do Stanów Zjednoczonych na remont.
Ciało porucznika Tomiyasu zostało później odnalezione razem z fragmentami jego samolotu i silnikiem w szybie windy, gdzie znajdował się magazyn w którym przechowywane były m.in. butle z tlenem, duże płaty zapasowej stali dla kadłuba, i kartofle. Ciężka zawartość tego magazynu, osłabiła w pewnym stopniu falę uderzeniową eksplozji. W wyniku ataku Tomiyasu'ego śmierć poniosło 13 osób, 68 zostało rannych. Wyłączenie „Enterprise” z walki, było jednak dużym sukcesem Shunsuke Tomiyasu, którego nie udało się osiągnąć japońskiej flocie i lotnictwu przez trzy i pół roku krwawych walk w których uczestniczył „Lucky E”.